# Pointe Michel
Pointe Michel este un oraș din Dominica.